# Frans Spits
Frans Gerhard Spits (Amsterdam, 13 juli 1946) is een Nederlands hockeyer. Hij nam tweemaal deel aan de Olympische Spelen, maar won hierbij geen medailles. Hij is lid van de Amsterdamsche Hockey & Bandy Club.

## Speler
In 1968 speelt hij voor Nederland op de Olympische Spelen in Mexico-Stad. Nederland komt bij de laatste acht en eindigt op de vijfde plaats.

In 1972 speelt hij voor Nederland op de Olympische Spelen in München. Nederland eindigt op de vierde plaats.
In 1973 zijn de wereldkampioenschappen in Amstelveen. Het Nederlandse team bestaat verder uit André Bolhuis, Thijs Kaanders, Coen Kranenberg, Ties Kruize, Wouter Leefers, Flip van Lidth de Jeude, Paul Litjens, Irving van Nes, Maarten Sikking, Nico Spits, Ron Steens, Bart Taminiau en Jeroen Zweerts. Coach is Ab van Grimbergen. In de finale staat Nederland tegenover India. India wordt met strafballen verslagen.
In 1986 volgt hij Wim van Heumen op, die al sinds 1975 coach is van het Nederlandse Hockeyteam. In 1987 behaalt Nederland goud bij de Europese Kampioenschappen in Moskou en zilver bij de Champions Trophy in Amstelveen. Hierna volgt Hans Jorritsma hem als coach op.
Frans Spits is de jongere broer van Nico Spits. Frans is een van de oprichters van Orange All Stars.